# Brassai művészeti díj
A Brassai művészeti díj 2004-ben létrehozott művészeti elismerés. A névadó az „utolsó erdélyi polihisztor”, Brassai Sámuel (1797–1897) nyelvész, „a magyar nyelv ellenőre”, filozófus és természettudós, számos oktatási reform kezdeményezője és elindítója, aki sok szállal kötődött a művészetek világához is: jeles művelője volt – több más szakterület mellett – a művészetfilozófiának, az esztétikának és a műkritikának.
A díjat a kitüntetés kuratóriuma adományozza azoknak a képző- és írásművészeknek, illetve mecénásoknak, akik e grémium egyhangú megítélése szerint hosszú évek óta kiemelkedő művészi, művészeti, illetve művészetpártolói tevékenységet folytatnak, szakmai területükön és eszközeikkel méltóan képviselik, ismeretterjesztő, illetve tudományos formában népszerűsítik a művészeti értéket, a hivatásos alkotók példának tekinthető eredményeit, akik mintaadó képzőművészi munkásságukkal vagy írásaikkal, oktatói tevékenységgel, illetve pártfogóként segítik a diáktehetségek, a fiatal, amatőr művészek kibontakozását, támogatják a művészeti oktatást.

## A díj tárgyiasult formája
A Brassai művészeti díj tárgyi megjelenése kezdetben, 2004-től Kövér József szobrászművészvész Brassait ábrázoló bronzplakettje volt; 2019 óta Monostori Viktória tűzzománcművész bronzozott hidegtűzzománc-alkotása, amely szintén Brassai Sámuel arcképét formázza, a „Brassai művészeti díj” körirattal. 2025-től a kisplasztikát Boncsér Árpád szobrászművész készíti. A plakett mellett a díjazottak – az elismerést adományozó kuratórium tagjai által aláírt – díszoklevelet vehetnek át a kuratórium elnökétől. A díjazott a kuratórium festőművész elnökének, Komiszár Jánosnak egy alkotásában is részesül.

## A díj története
A debreceni Brassai Sámuel Műszaki Középiskolában (ma: Debreceni Szakképzési Centrum Brassai Sámuel Műszaki Szakgimnáziuma) 1989 októberében iskolagaléria létesült, havonta nyíló tárlattal, hivatásos művészek vagy amatőr alkotók, tehetséges diákok munkáinak rendszeres kiállításával. A galériát művészeti vezetőként kezdettől Komiszár János festőművész jegyzi, munkáját az intézmény vezetősége részéről – közvetlenül – a hajdani igazgatóhelyettes, Molnár Csaba segítette.
Az iskolagaléria a képzőművészeti kultúra fejlesztése, az esztétikai nevelés céljával, illetve ama szándékkal létesült, hogy a tanintézmény környezetében élő, a képzőművészet iránt érdeklődő polgárok közeli tárlatlátogatási lehetőséghez jussanak. Az alapítók az alkotóművészet támogatásának programjával léptek fel – egyaránt gondolva a diákságra, a művésztanárokra és más alkotókra. A tehetséggondozás tanújele az is, hogy az alapítástól 2006-ig 16 alkalommal rendezték meg a Hajdú-Bihar megyei középiskolás diákok Tavaszi Tárlatát, s e kiállítások szerepeltek a Debreceni Tavaszi Fesztivál programjában. 2006-tól a Suliszerviz Pedagógiai Intézet átvette ezt a tárlatrendezést, s kibővítve országos szintűre, a kiállításokat azóta is sikeresen megrendezik, Molnár Csaba és Kónyáné Tóth Mária igazgatók irányításával, állandó zsűritagokkal:  Aknay János, Komiszár János és Rácz Imre festőművészekkel.
A minőséget jelzi: rendre kiállítottak a Brassai Galériában a Hortobágyi Nemzetközi Alkotótábor művészei, s szerepelt műveivel több más hivatásos alkotó. Így Angyal László, Babinecz József, Balási Csaba, Baráth Pál, Bentze Ibby, Bertalan Ferenc, Bíró Eszter, Bíró Lajos, Bogdándi György, T. Borsó Éva, Burai István, Csátth Attila, H. Csongrády  Márta, Dévényiné Pál Katalin, Égerházi Imre, Fátyol Zoltán, Fehér Imre, Gajdán Zsuzsa, Gonda Zoltán, Gyurkovics Hunor, Huszthy Árpád, Józsa János, Kárpáti Gusztáv, Katona Bálint, D. Király Sándor, Sz. Kóczián Melinda, Komiszár János, Koroknai Róza, D. Kovács Éva, Kovács Ferenc, Kovács László, Kövér József, László Ákos, Lovas Kiss Antal, Luczi János, Lukács Gábor, Madarász Gyula, Makai Imre, Maksai János, Máté József, Mátyás József, Micska Zoltán, Molnár Dénes, Nuridsány Éva, B. Orosz István, Palotai Erzsébet, Papp Lászlóné, L. Ritók Nóra, Sipos Zsófia, Subicz István, Sütő Éva, Szabó Zsuzsa, Szilágyi Imre, Szőnyi Sándor, Tamus István, Torok Sándor, B. Tóth János, Tóth Sándor, Uzonyi Ferenc, Vencsellei István, Vígh István.
A kiállítások megnyitására mindig szakembereket kértek fel; többször is értékelte az alkotásokat Arany Lajos, dr. Éles Csaba, Erdei Sándor, dr. Gazda László, Komiszár János, dr. Lenkey István, dr. Lovas Kiss Antal, dr. Makai Erzsébet, Palotai Erzsébet, dr. Pintye Ferenc, Székelyhidi Ágoston, dr. Szekeres Antal, Szendrei György, Tóth Máthé Miklós, Turi Gábor, dr. Ujváry Zoltán, dr. Vitéz Ferenc.
A galéria fennállásának 10. évfordulóját nagyszabású tárlattal köszöntötték: 35 művész alkotásait lehetett megtekinteni a paravánokon. Ez alkalomból a galéria részére – meghívott művészek közreműködésével – kazettás pannó készült, mely állandó kiállításként máig dísze a középiskolának. A Brassai Galéria attól fogva megyei kiállítóhellyé vált. A művészeti vezető az idő tájt kezdeményezte: rendszeresen ismerjék el a galéria életét leginkább segítő alkotók, művészet-pártolók munkáját. Kövér József szobrászművész vállalta a plakett elkészítését, bronzba öntetését, Bíró Nándor faműves iparművész a díszdoboz megalkotását. Időközben elkészült a galéria emblémája, melyet az oklevélre nyomtattak. Így született meg a Brassai művészeti díj. Az elismerést először a galéria 15. évfordulóján, 2004-ben nyújtották át.

## Kuratórium
A primer kuratórium tagjai voltak: Komiszár János festőművész, művészeti író, galériavezető, Németi Lajos igazgató, Molnár Csaba igazgatóhelyettes, dr. Ujváry Zoltán néprajzprofesszor. Néhány év elteltével új kuratórium alakult, elnökévé Komiszár Jánost választották; tagok lettek: H. Csongrády Márta képző- és fotóművész, dr. Kövér József szobrászművész, költő, író, dr. Lovas Kiss Antal etnográfus, grafikusművész, Molnár Csaba, Szalmáné Kozák Valéria tanár, dr. Ujváry Zoltán, dr. Vitéz Ferenc esztéta, költő.
A 2010-es évektől kezdve a Brassai művészeti díj szélesebb érvényűvé vált az iskolagalériát támogatók elismerésénél, rangos s egyetemesebb jellegű művészeti elismeréssé lett. (Lásd: fentebb.) A kuratórium 2013-ban így állt fel: Komiszár János (elnök); H. Csongrády Márta, Gidófalvi Lajos tanár, a Brassai Sámuel Műszaki Középiskola Jövőjéért Közhasznú Alapítvány képviseleti tagja, dr. Kövér József, dr. Lovas Kiss Antal, dr. Ujváry Zoltán, dr. Vitéz Ferenc.
2018-ban új kuratórium alakult: Komiszár János festőművész, művészeti író maradt az elnök; az időközben elhunyt dr. Ujváry Zoltán professzor helyére Arany Lajos újságíró, anyanyelvi lektor, művészeti író választatott. A testület új tagja lett – a grémiumban Gidófalvi Lajos utódaként – dr. Erdeiné Bordás Krisztina tanár, a Brassai-szakgimnázium igazgatóhelyettese is. A korábbi tagok közül H. Csongrády Márta, dr. Kövér József, dr. Lovas Kiss Antal és dr. Vitéz Ferenc változatlanul tagja a testületnek. 
A kuratórium részben új, a 2025. január 15-i testületi ülés szerinti összetétele: 
Elnök: Komiszár János festőművész, művészeti író. Tagok: dr. Vitéz Ferenc költő, esztéta; dr. Kövér József szobrászművész, író; Arany Lajos művészeti író, újságíró, anyanyelvi lektor; Kapusi József nyomdatulajdonos; Korompainé Mocsnik Mariann muzeológus; prof. dr. Gaál István egyetemi tanár; H. Csongrády Márta képzőművész; dr. Lovas Kiss Antal etnográfus, grafikusművész. Tiszteletbeli tag: Kovács István, az Egri Borozó Borbarát Bár Galéria (Debrecen) tulajdonosa. 

## Díjazottak
2004:
- Alföldi Ferenc, a debreceni Brassai Sámuel Műszaki Középiskola igazgatója
- Dr. Karancsi János nyomdaigazgató
- Kövér József szobrászművész
- Molnár Csaba, a Brassai Sámuel Műszaki Középiskola igazgatóhelyettese
- Dr. Vitéz Ferenc költő, esztéta

2005:
- Horváth Katalin fotóművész

2006:
- H. Csongrády Márta fotóművész
- Hupuczi László, a Cívis Hotels Rt. elnök-vezérigazgatója
- Komiszár János festőművész, művészeti író
- Dr. Ujváry Zoltán néprajzprofesszor
- Posztumusz: Égerházi Imre festőművész

2013:
- Monostori Viktória festő- és tűzzománcművész
- Oláh István fafaragó népi iparművész

2019:
- Arany Lajos újságíró, művészeti író, anyanyelvi lektor
- Kovács István, az Egri Borozó Borbarát Bár Galéria (Debrecen) tulajdonosa
- Tamus István festő- és grafikusművész

2020:
- Rácz Imre, festőművész
- Boncsér Árpád, fotó- és szobrászművész
- Prof. Dr. Gaál István, a KLTE Baráti körének elnöke
- Kovács István, szakrális költő (Máriapócs)[1]

2021:
- Baráth Pál, festőművész
- Tóth András, kulturális menedzser
- Prof. Dr. Tóth Csaba, fotóművész[2]

2022:
- Palotai Erzsébet, festőművész
- Dr. Cs. Tóth János, művészeti író
- Rosta Ferenc, a Holló László Kuratórium elnöke (Kiskunfélegyháza)
- Dr. Stonawski Tamás, festőművész (Mátészalka)[3]

2025:
• Gonda Zoltán festőművész 
• Korompainé Mocsnik Marianna muzeológus